# Преболд
Преболд (словен. Prebold) је градић и управно средиште истоимене општине Преболд, која припада Савињској регији у Републици Словенији.
По попису становништва из 2011. године, насеље Преболд имало је 1.709 становника.